# Universidad Regional del Sureste
La Universidad Regional del Sureste (abreviado como URSE), es una universidad privada fundada el 2 de junio de 1977 en la ciudad de Oaxaca de Juárez, Oaxaca, México, por anuencia del entonces Presidente de la República, José López Portillo.

## Áreas académicas

### Pregrado
La Universidad Regional del Sureste cuenta con 9 facultades y escuelas:
- Facultad de Medicina y Cirugía
- Facultad de Ciencias Administrativas
- Facultad de Derecho y Ciencias Sociales
- Facultad de Psicología
- Escuela de Odontología
- Escuela de Arquitectura
- Escuela de Enfermería y Obstetricia
- Escuela de Idiomas
- Escuela de Nutrición

### Posgrado
La universidad ofrece las siguientes maestrías:
- Maestría en Terapia Familiar
- Maestría en Salud Pública y Gerencia de los Servicios de la Salud
- Maestría en Psicología Educativa
- Maestría en la Enseñanza del Idioma Inglés
- Maestría en Derecho Procesal Penal y Juicios Orales
- Maestría en Derecho Fiscal
- Maestría en Conservación de Inmuebles
- Maestría en Comercio Electrónico
- Maestría en Administración de Capital Humano